# Nuncjusze apostolscy w Pakistanie
Nuncjusze apostolscy w Pakistanie – nuncjusze apostolscy w Pakistanie są reprezentantami Stolicy Apostolskiej przy rządzie Pakistanu. Nuncjatura apostolska mieści się w Islamabadzie przy 5 ulicy w enklawie dyplomatycznej. 

## Nuncjusze apostolscy w Pakistanie
| lp. | lata      | nuncjusz                       | kraj pochodzenia |
| --- | --------- | ------------------------------ | ---------------- |
| 1   | 1950–1951 | James Cornelius van Miltenburg | Holandia         |
| 2   | 1958–1961 | Emanuele Clarizio              | Włochy           |
| 3   | 1961–1966 | Saverio Zupi                   | Włochy           |
| 4   | 1966–1970 | Costante Maltoni               | Włochy           |
| 5   | 1970–1976 | Josip Uhač                     | Chorwacja        |
| 6   | 1976–1980 | Giulio Einaudi                 | Włochy           |
| 7   | 1980–1989 | Emanuele Gerada                | Malta            |
| 8   | 1989–1993 | Luigi Bressan                  | Włochy           |
| 9   | 1993–1998 | Renzo Fratini                  | Włochy           |
| 10  | 1998–2005 | Alessandro D’Errico            | Włochy           |
| 11  | 2006–2010 | Adolfo Yllana                  | Filipiny         |
| 12  | 2011–2015 | Edgar Peña Parra               | Wenezuela        |
| 13  | 2015-2017 | Ghaleb Bader                   | Jordania         |
| 14  | 2018-2023 | Christophe El-Kassis           | Liban            |
| 15  | od 2023   | Germano Penemote               | Angola           |

## Źródła zewnętrzne
- Krótka nota na Catholic-Hierarchy (ang.)